# Spoken
Spoken é uma banda de rock cristão de Arkansas, Estados Unidos.

## Integrantes

### Membros
- Matt Baird - vocal (1996 - atualmente)
- Oliver Crumpton - bateria (2007 - atualmente)
- Ryan Pei - guitarra/baixo (2011 - atualmente)

### Ex-membros
- Ryan Jordan - bateria
- Aaron Wiese - guitarra
- Travis Pierce - baixo
- Jef Cunningham - guitarra
- Brandon Thigpen - baixo
- Lewis - drums
- Roy Elam - guitarra
- Brady (B.J.) Watson - guitarra (–2000)
- Ronnie Crupper - bateria (–2000)
- Travis Pierce - baixo
- Steven Hawk - baixo (–1999)

### Turnê
- Cody Driggers — guitarra (2012 - atualmente)

## Discografia

### Álbuns de estúdio
- On Your Feet (1997)
- ...What Remains (1999)
- Echoes of the Spirit Still Dwell (2000)
- A Moment of Imperfect Clarity (2003)
- Last Chance to Breathe (2005)
- Spoken (2007)
- Illusion (2013)
- Breathe Again (2015)

### Compilações
- Greatest Hits (2001)